# Stigs Bjergby
Stigs Bjergby er en landsby på Nordvestsjælland med 312 indbyggere  (2024), beliggende i Stigs Bjergby Sogn seks kilometer øst for Jyderup, tre kilometer nord for Mørkøv og 20 kilometer vest for Holbæk. Landsbyen tilhører Holbæk Kommune og er beliggende i Region Sjælland.
Stigs Bjergby Kirke ligger i landsbyen, ligesom godset Bjergbygård ligger midt i byen. Sidstnævnte var bopæl for Hans Buchart Petersen, der sad i Folketinget for Socialdemokratiet for Holbækkredsen i årene 1970-1979, og fik tilnavnet "Den røde godsejer".